# ماهواره آستارا ۱کی آر
ماهواره آستارا ۱ کی آر یکی از ماهواره های زمینی Astra متعلق به شرکت SES است . در آوریل 2006 به عنوان جایگزینی برای ماهواره آستارا ۱قدیمی ، که در رسیدن به مدار در سال ۲۰۰۲ به مدار خود نرسید ، پرتاب شد.  پرتاب ماهواره آستارا ۱ کی آر اولین تلاش SES از زمان شکست Astra 1K بود. 
ماهواره استارا ۱ کی‌آر (به انگلیسی: Astra 1KR) یکی از زیرمجموعه‌های سامانه مدار زمین‌ثابت آستراست می‌باشد که تحت مالکیت اس‌ای‌اس اس.آ. است ودر آوریل سال ۲۰۰۶ جایگزین آستارا۱کی شد.